# Bettina Lotsch
Bettina Valeska Lotsch (geb. 7. September 1977 in Frankenthal (Pfalz)) ist deutsche Chemikerin und Direktorin am Max-Planck-Institut für Festkörperforschung in Stuttgart.

## Leben
Lotsch studierte Chemie an der Ludwig-Maximilians-Universität München und schloss diese 2002 mit dem Diplom in Chemie ab. 2006 beendete sie ihre Dissertation in der Gruppe von Wolfgang Schnick an der Ludwig-Maximilians-Universität München. 2007 bis 2008 arbeitete sie als Postdoc in der Gruppe von G. A. Ozin an der Universität Toronto. Von 2009 bis Anfang 2017 war sie Assistenzprofessorin an der Ludwig-Maximilians-Universität München. Von 2009 bis Anfang 2017 war sie auch selbständige Gruppenleiterin des Max-Planck-Instituts für Festkörperforschung. 2017 wurde sie Direktorin am Max-Planck-Instituts für Festkörperforschung und Ehrenprofessorin an der Ludwig-Maximilians-Universität München.

## Forschung
Ihre Forschung konzentriert sich auf die rationale Materialsynthese an der Schnittstelle von Festkörperchemie, Materialchemie und Nanochemie. Materialien, die in ihrem Forschungsinteresse liegen, sind:
- Neue Materialien für die Energieumwandlung und -speicherung (z. B. poröse Gerüstmaterialien, feste Lithiumelektrolyte für All-Festkörper-Batterien)[1]
- Photonische Nanostrukturen für die optische Abtastung[1]
- 2D-Nanoschichtmaterialien und künstliche Heterostrukturen[1]

## Ausgewählte Publikationen
- Vincent Wing-hei Lau, Daniel Klose, Hatice Kasap, Filip Podjaski, Marie-Claire Pignié, Erwin Reisner, Gunnar Jeschke, Bettina V. Lotsch: Dark Photocatalysis: Storage of Solar Energy in Carbon Nitride for Time-Delayed Hydrogen Generation. In: Angewandte Chemie International Edition. 56. Jahrgang, Nr. 2, 2017, S. 510–514, doi:10.1002/anie.201608553.
- Bettina V. Lotsch, Volker Blum, Jürgen Senker, Viola Duppel, Maria B. Mesch, Simon Weinberger, Tiago Botari, Igor Moudrakovski, Vincent Wing-hei Lau: Rational design of carbon nitride photocatalysts by identification of cyanamide defects as catalytically relevant sites. In: Nature Communications. 7. Jahrgang, 8. Juli 2016, S. 12165, doi:10.1038/ncomms12165, PMID 27387536, PMC 4941108 (freier Volltext).
- Christian R. Ast, Bettina V. Lotsch, Stuart S. P. Parkin, Viola Duppel, Dmitry Marchenko, Andrei Varykhalov, Andreas Topp, Carola Straßer, Mazhar N. Ali: Dirac cone protected by non-symmorphic symmetry and three-dimensional Dirac line node in ZrSiS. In: Nature Communications. 7. Jahrgang, 31. Mai 2016, S. 11696, doi:10.1038/ncomms11696, PMID 27241624, PMC 4895020 (freier Volltext).
- Bettina V. Lotsch, Christian Ochsenfeld, Filip Podjaski, Gökcen Savasci, Linus Stegbauer, Frederik Haase, Vijay S. Vyas: A tunable azine covalent organic framework platform for visible light-induced hydrogen generation. In: Nature Communications. 6. Jahrgang, 30. September 2015, S. 8508, doi:10.1038/ncomms9508, PMID 26419805, PMC 4598847 (freier Volltext).
- Katalin Szendrei, Pirmin Ganter, Olalla Sànchez‐Sobrado, Roland Eger, Alexander Kuhn, Bettina V. Lotsch: Touchless Optical Finger Motion Tracking Based on 2D Nanosheets with Giant Moisture Responsiveness. In: Advanced Materials. 27. Jahrgang, Nr. 41, 2015, S. 6341–6348, doi:10.1002/adma.201503463.
- B. V. Lotsch, J. Senker, M. B. Mesch, S. Hug, K. Schwinghammer: Phenyl-triazine oligomers for light-driven hydrogen evolution. In: Energy & Environmental Science. 8. Jahrgang, Nr. 11, 28. Oktober 2015, S. 3345–3353, doi:10.1039/C5EE02574E.
- Vincent Wing-hei Lau, Maria B. Mesch, Viola Duppel, Volker Blum, Jürgen Senker, Bettina V. Lotsch: Low-Molecular-Weight Carbon Nitrides for Solar Hydrogen Evolution. In: Journal of the American Chemical Society. 137. Jahrgang, Nr. 3, 28. Januar 2015, S. 1064–1072, doi:10.1021/ja511802c.
- Katharina Schwinghammer, Maria B. Mesch, Viola Duppel, Christian Ziegler, Jürgen Senker, Bettina V. Lotsch: Crystalline Carbon Nitride Nanosheets for Improved Visible-Light Hydrogen Evolution. In: Journal of the American Chemical Society. 136. Jahrgang, Nr. 5, 5. Februar 2014, S. 1730–1733, doi:10.1021/ja411321s.
- Bettina V. Lotsch, Katharina Schwinghammer, Linus Stegbauer: A hydrazone-based covalent organic framework for photocatalytic hydrogen production. In: Chemical Science. 5. Jahrgang, Nr. 7, 3. Juni 2014, S. 2789–2793, doi:10.1039/C4SC00016A.
- Katharina Schwinghammer, Brian Tuffy, Maria B. Mesch, Eva Wirnhier, Charlotte Martineau, Francis Taulelle, Wolfgang Schnick, Jürgen Senker, Bettina V. Lotsch: Triazine-based Carbon Nitrides for Visible-Light-Driven Hydrogen Evolution. In: Angewandte Chemie International Edition. 52. Jahrgang, Nr. 9, 2013, S. 2435–2439, doi:10.1002/anie.201206817.

## Preise
Lotsch erhielt untere anderem die folgenden Preise während ihrer Karriere:
- Gottfried Wilhelm Leibniz-Preis, 2025
- EU-40 Materials Prize, European Materials Research Society (EMRS), 2017[3][4]
- Young Elite - the Top 40 under 40 in Economy, Politics, and Society, 2015 und 2016[5][6]
- ERC Starting Grant, 2014[7]
- Fellow der Royal Society of Chemistry, 2014[7]
- Fast Track Stipendium, Robert-Bosch-Stiftung, 2008–2010[7][8]
- E.ON Culture Prize, 2007[7][8]
- Feodor-Lynen-Stipendium der Alexander von Humboldt-Stiftung, 2007[7][8]
- Preis für die Dissertation (Stiftungspreis), LMU München, 2007[7]
- Stipendium für die Promotion der Studienstiftung 2004[7]
- Stipendium für die Promotion, Fonds der Chemischen Industrie (FCI), 2003[7]
- Fakultätspreis (bestes Diplom), 2002[7]
- Herbert-Marcinek-Preis (bestes Vordiplom), 2000[7]
- Stipendium der Studienstiftung des Deutschen Volkes, 1997[7]
- Stipendium der Stiftung Maximilianeum, 1997[7]